# Comuna Demîno-Oleksandrivka, Troițke
Demîno-Oleksandrivka (în ucraineană Демино-Олександрівка) este o comună în raionul Troițke, regiunea Luhansk, Ucraina, formată din satele Demîno-Oleksandrivka (reședința) și Sîrotîne.

## Demografie
Componența lingvistică a comunei Demîno-Oleksandrivka
     Ucraineană (51,4%)
     Rusă (48,46%)
     Alte limbi (0,14%)
Conform recensământului din 2001, majoritatea populației comunei Demîno-Oleksandrivka era vorbitoare de ucraineană (51,4%), existând în minoritate și vorbitori de rusă (48,46%).